# Sköldingeby

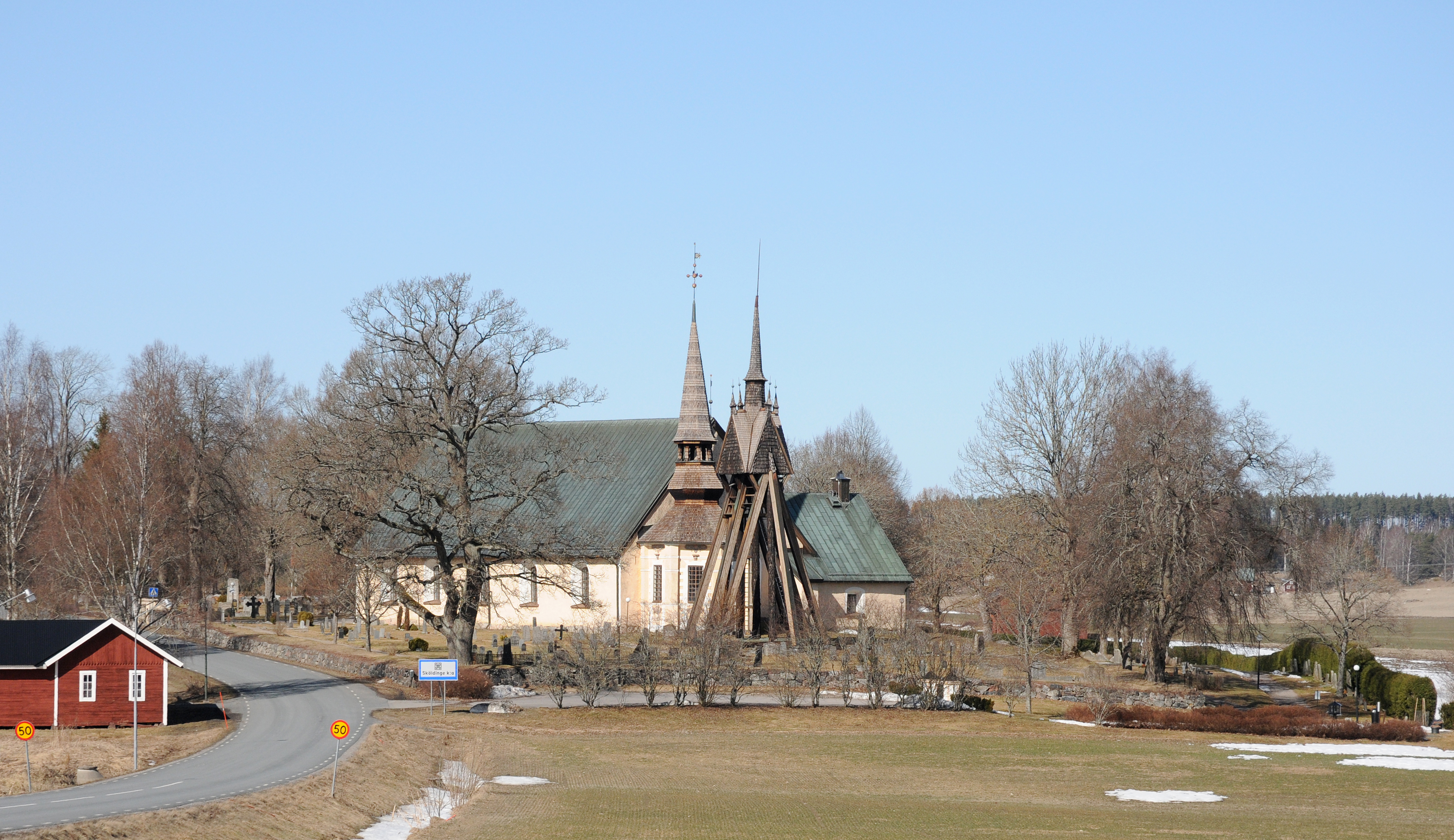
Sköldinge kyrka.

Sköldinge är en by i Sköldinge socken, Katrineholms kommun, strax norr om tätorten Sköldinge. Sköldingeby var kyrkby i Sköldinge socken.
Namnet antyder att byn härstammar från järnåldern och öster om Sköldinge finns även vad som förmodligen är byn gravfält. Under historisk tid har dalgången kring Ramstaån och vid den nu utdikade sjön i riktning mot Valsta bestått av sankängar och troligen har boskapsskötseln varit betydande under denna tid. Området har dock varit utnyttjat även tidigare, bronsåldersgravar finns på höjden väster om Fridhem och på kullen nordväst om Eneby.
Sköldinge består av två gårdar längs vägen mellan Sköldinge och Floda socken strax norr om kyrkan med en modern villa uppförd emellan. Den södra av gårdarna var tidigare komministerboställe för Sköldinge. Kyrkoherdebostället låg däremot i Ekeby hundra meter öster om Sköldinge, även denna gård med anor sedan järnåldern. I Eneby ligger det äldre prästbostället uppfört på 1760-talet och en ny prästgård uppförd 1892. Vid gården finns även ett portlider med årtalet 1734 inskuret. Mittemot kyrkan finns även byggnad uppförd 1846 som folkskola och klockarbostad, vilken nu fungerar som församlingshem. Fridhem, ungefär 300 meter söder om kyrkan uppfördes på 1850-talet som prästänkeboställe.